# Oriol Tort Martínez
Oriol Tort Martínez (Barcelona, 31 de enero de 1929-Hospitalet de Llobregat, 10 de septiembre de 1999) fue un futbolista, entrenador, cazatalentos y responsable de la cantera del Fútbol Club Barcelona. 
La nueva Masía del Barça, inaugurada el 20 de octubre de 2011, lleva su nombre en reconocimiento de sus 40 años de trabajo y contribución al club.

## Trayectoria

### Inicios de su carrera
Tort perteneció a la plantilla amateur del F. C. Barcelona entre 1946 a 1949. Después estuvo dos años en la Unió Esportiva Vilassar de Mar. Para luego entre 1951 a 1954, aún en la categoría amateur, juega en el C. D. Sarrià. En 1954 vuelve al Barça amateur, donde permanece hasta 1956, donde debió abandonar su carrera como jugador debido a un problema que le había surgido en la cadera. El 19 de agosto de 1958 obtuvo la licencia para poder ejercer de entrenador y el 29 de septiembre de 1959 ingresa en el Barça como entrenador de las categorías inferiores. Hasta 1977 ejerce este trabajo, época en que pudo trabajar con jugadores como Andreu Bosch Pujol, Narcís Martí Filosia y Carles Rexach.

### La Masía
En 1977, Tort pasa a ser coordinador del fútbol base, tarea que compartió con Joan Martínez Vilaseca durante la década de los 90. Desde entonces se dedicó a asistir competiciones de fútbol infantil y juvenil por todo el mundo, con el fin de encontrar niños con talento para ser formados en la escuela del club. Fue una de las almas del proyecto de escuela profesional del F. C. Barcelona que acabó siendo conocida popularmente como La Masía, fundada en 1979 por José Luis Núñez cuya idea había surgido del exjugador del primer equipo Johan Cruyff. Desde la época en que era entrenador el neerlandés Rinus Michels y especialmente con la llegada de Cruyff al banquillo del primer equipo en 1988, Oriol Tort fue el encargado de establecer en la cantera la filosofía de jugar siempre con el mismo sistema de juego, desde los benjamines que eran los más jóvenes entre seis y ocho años, así como el dar más importancia al trabajo táctico y técnico por sobre el físico.

### Descubridor de talentos
Dotado de una fina sensibilidad para captar a juveniles con talento, el Barça se le conocía con el sobrenombre de El Profesor. Entre los numerosos jugadores que descubrió y ayudó durante los inicios de su carrera se encuentran nombres como en Sergi Barjuan, Guillermo Amor, Albert Ferrer, Quique Martín, los hermanos García Junyent (Roger, Oscar y Genís), Toni Velamazán, Iván de la Peña], Mingo, Manuel Martínez, Tito Vilanova, Pep Guardiola, Carles Puyol, Xavi Hernández, Andrés Iniesta, Mikel Arteta y Bojan Krkić. También intentó llevar al F. C. Barcelona a Raúl González Blanco, quien acabaría jugando primero en el Atlético de Madrid y después al Real Madrid C. F..

## Muerte y homenajes
Oriol Tort muere el 10 de septiembre de 1999 en el Hospital Duran i Reynals a causa de un cáncer. Estaba casado con Paquita Valenzuela y tenía tres hijos. Un día después de su muerte, antes del derbi catalán entre el F. C. Barcelona - R. C. D. Español en el Camp Nou se guardó un minuto de silencio en su memoria. Al igual que en el partido entre el Sabadell-Barça B jugado el mismo día por la mañana. El mismo fin de semana, todos los equipos del fútbol base y el primer equipo llevaron brazaletes negros en símbolo de luto. Josep Guardiola dijo al saber sobre su muerte, que el Barça es hoy menos sabio. El directivo Josep Mussons añadió que si escribiéramos la lista de jugadores descubiertos por Oriol Tort, esta daría la vuelta al estadio. Los funerales se celebraron el 12 de septiembre en el tanatorio de Les Corts con una gran presencia de personas vinculadas al Barça y el mundo del fútbol.
Más de diez años después de su deceso, su amigo Vicente del Bosque le dedica unas emotivas palabras en el marco del premio FIFA Balón de Oro de 2010: Oriol Tort representa ese personaje anónimo pero de una importancia capital para todos los clubes. Trabajador infatigable, de talante humilde y reservado y apasionado por su trabajo, su legado es continuado por sus colaboradores en el fútbol base, como Carles Naval, Toni Alonso y Albert Benaiges.